# Grimmia mammosa
Grimmia mammosa là một loài Rêu trong họ Grimmiaceae. Loài này được C. Gao & T. Cao mô tả khoa học đầu tiên năm 1981.